# Basketball Club Žalgiris-2
Il BC Žalgiris-2, noto anche in precedenza come Kauno Žalgiris-Sabonio mokykla è la seconda squadra del club cestistico dello BC Žalgiris Kaunas avente sede nella città di Kaunas, in Lituania. Fondata nel 1999, gioca nel campionato lituano.
Presidente è Arvydas Sabonis, a cui è intitolata la squadra.